# Колумбийско-малайзийские отношения
Колумбийско-малайзийские отношения — двусторонние дипломатические отношения между Колумбией и Малайзией. 

## История
19 августа 1978 года были установлены дипломатические отношения между двумя странами. Страны являются членами Организации Объединённых Наций, Движения неприсоединения и Совета Тихоокеанского экономического сотрудничества (в 1994 году Малайзия поддержала вступление Колумбии в эту организацию). В 1989 году было подписано торговое соглашение между странами, что способствовало установлению преференциальной зоны. Колумбия и Малайзия сотрудничают по таким вопросам, как: охрана и рациональное использование природных ресурсов, борьба с нелегальным распространением наркотических средств, а также в укреплении связей между странами Тихого океана. 
27 октября 1990 года эти страны наряду с Кубой и Йеменом выразили озабоченность насчёт резолюции ООН, согласно которой Ирак понесёт финансовую ответственность за последствия, связанные с его вторжением в Кувейт. Несмотря на этот факт, в итоге Малайзия и Колумбия поддержали использование международных вооружённых сил против Ирака, но военнослужащие этих двух стран не приняли участия в боевых действиях. В 2006 году Колумбия и Малайзия присоединились к Программе ООН по окружающей среде.